# سلطة الدجاج
سلطة الدجاج هي السلطة التي يعتبر فيها الدجاج المكون الأساسي لها، كما يمكن أيضاً أن تضاف فيها بعض المكونات الأخرى والشائعة مع أطباق السلطة وهي: المايونيز ووالبيض المسلوق والكرفس ووالفلفل والمخللات بجميع أنواعها والخردل. في الولايات المتحدة «سلطان الدجاج» تشير إلى أي سلطان أضيف لها الدجاج أو نوع معين من السلطة خلط معه لحم الدجاج المفروم ويوضع فوقه المايونيز أو صلصة السلطة. أما سلطان التونة وسلطان البيض فقد تقدما مع الخس والطماطم والأفوكادو أو مزيج من هذه المكونات، كما يمكن وضعها في الساندويتشات. وعادة يتم عمل ذلك ببقايا الدجاج المعلبة. قد نشير إليها أيضا باسم سلطان الحديقة المقلية أو المشوية أو سلطان قطع الدجاج المشوي مع (قطع البصل) الموضوع على القمة. في أوروبا وآسيا يمكن تقديم السلطة بصلصات مختلفة أو بدون أي صلصلة، كما يمكن أيضا أن تختلف مكونات السلطة ونستبدل الخضروات والأعشاب الشعبية بالمعكرونات والكسكس والشعيرية أو الأرز. قد قدم شكل سلطان الدجاج الأمريكية من قبل تون للحوم في ويكيفيلد، رود آيلاند في عام 1863 ميلادي. المالك الأصلي، ليام جراي، قد خلط بقايا الدجاج مع المايونيز ونبات الطرخون والعنب فأصبح هذا طبق شعبي الذي حولته محلات اللحوم لتجعله شهيا أكثر.